# Île London
Ne doit pas être confondu avec île Cook.
L'île London est une île située à l'ouest de l'archipel de la Terre de Feu. Elle forme avec la péninsule Brecknock le canal Brecknock, le seul passage entre le canal Ballenero et le canal Cockburn reliant la canal Beagle au détroit de Magellan.
Elle ne doit pas être confondu avec l'île Cook, également appelée « île London », une autre île de l'archipel de la Terre de Feu.